# Neostenanthera
Neostenanthera is een geslacht uit de familie Annonaceae. De soorten uit het geslacht komen voor in West- en westelijk Centraal-Afrika.

## Soorten
- Neostenanthera gabonensis (Engl. & Diels) Exell
- Neostenanthera hamata (Benth.) Exell
- Neostenanthera myristicifolia (Oliv.) Exell
- Neostenanthera neurosericea (Diels) Exell
- Neostenanthera robsonii Le Thomas